# 羅元賓
羅元賓（1574年—1645年），字尚之，號天樂，浙江绍兴府会稽县人。明朝政治人物。

## 生平
萬曆四十年（1612年）壬子科顺天中式舉人，天啓二年（1622年）壬戌科進士。丁母忧归。天啓四年，补授太常寺博士。天啟七年（1627年），任顺天鄉試同考官。崇祯元年（1628）擢河南道监察御史。二年，清军侵畿辅，命守朝阳门，擐甲登陴，不解甲累旬。后巡按福建，平钟斌乱。任间，厌逢迎、简供给、汰冗员、省词讼、严保甲、储器械、谨烽火，使全闽获安。五年巡视河东盐政，仿浇洒之法，以溢额银2.4万两助军需。协理考选，咨访皆不妄。崇禎七年（1634年），掌河南道印。崇禎八年（1635年）升太仆寺少卿，本年给假。崇禎十二年晋右副都御史，提督操江。十三年因病不可支，乞骸骨归。
甲申之变作，家人匿不以闻。次年冬，羅元賓偶见家塾课纸有弘光年号，大惊。家人於是告知實情。羅元賓不食三日而死。著有《西台疏稿》、《天乐吟》等。

## 家族
祖父罗万化，礼部侍郎。